# Alucita amalopis
Alucita amalopis är en fjärilsart som beskrevs av Edward Meyrick 1927. Alucita amalopis ingår i släktet Alucita och familjen mångfliksmott, (Alucitidae). Inga underarter finns listade i Catalogue of Life.